# Народный артист Республики Северная Осетия — Алания
Народный артист Республики Северная Осетия — Алания — почётное звание Республики Северная Осетия — Алания. Награждение этим званием регулируется законом Республики Северная Осетия — Алания от 15 августа 2007 года № 38-РЗ «О государственных наградах республики Северная Осетия — Алания». Согласно этому закону, звание присваивается артистам и режиссёрам театра, телевидения, радиовещания, цирка и эстрады, а также дирижёрам, музыкантам и солистам оркестров и ансамблей, хормейстерам, музыкальным исполнителям, достигшим исключительно высокого исполнительского мастерства, создавшим высокохудожественные образы, спектакли, кино- и телефильмы, представления, внёсшим особый вклад в развитие искусства Осетии, способствующим росту духовного и культурного уровня народа и имеющим почетное звание «Заслуженный артист Республики Северная Осетия — Алания» или «Заслуженный деятель искусств Республики Северная Осетия — Алания».